# 帆足計
帆足 計（ほあし けい、1905年9月27日 - 1989年2月3日）は、日本の商工官僚、政治家。衆議院議員（7期）。参議院議員（1期）。

## 経歴
大分県日田市で生まれる。旧制第六高等学校、二度落第。1931年東京帝国大学経済学部卒。在学中は新人会で学生運動に身を投じた。
朝日新聞社出身のソ連スパイ尾崎秀実、風見章、勝間田清一、穂積七郎らと共に近衛文麿の最高政治幕僚組織「昭和研究会」に所属した。商工省の革新官僚であり、第二次世界大戦中に重要産業統制協議会事務局長就任、統制経済を推進し、大日本帝国の国民経済を自由主義的市場経済から全体主義的計画経済へ移行させる経済新体制の確立を画策した。
昭和研究会には帆足ら革新官僚と尾崎ら転向左翼ら所謂「国体の衣を着けたる共産主義者」（近衛上奏文）が結集しており、彼らはマルクス主義に依拠して戦争を利用する上からの国内革新政策の理論的裏付けを行い、国家総動員法の発動を推進し、近衛新体制生みの親として大政翼賛会創設の推進力となった。
戦後は経済安定本部参与、経済復興会議幹事長、日本産業協議会常務理事を務めるかたわら、経済同友会の設立に奔走。1946年の同会発足と共に諸井貫一、郷司浩平らと当番幹事（後の代表幹事）を務め、「財界の脚本家」の異名を取った。
1947年、第1回参議院議員通常選挙に東京都選挙区から無所属で立候補、初当選（院内会派緑風会所属）。
1950年の第2回参議院議員通常選挙で次点落選したが、朝鮮戦争継続中の1952年3月に、緑風会同僚の高良とみと宮腰喜助とともにソビエト連邦訪問を企画、帆足と宮腰は旅券の発給を申請するも外務省から拒否されたが（帆足計事件）、第三国経由で入国し、パリ経由で一足先にソ連入りしていた高良と合流し、国際経済会議に出席した。その帰路、周恩来の招聘に応じて北京へ赴き、成立直後の中華人民共和国幹部と初接触、中国国際貿易促進委員会（CCPIT）と第1次日中民間貿易協定を締結した。同年7月、帰国した帆足と宮越喜助が名古屋駅に到着したことを発端として、駅周辺や大須球場付近に日本共産党員などが集結して騒乱となり、大須事件が発生した。
同年10月の第25回衆議院議員総選挙（旧東京都第4区）で左派社会党公認候補として出馬、当選した。
1954年、帆足は外務大臣により日本国旅券の発給が拒否され、ソ連の国際経済会議に出席できなかったとして、国に対して損害賠償を求め訴訟を行う。1958年、国に損害賠償を求めたこの帆足計事件は、上告棄却により敗訴が確定した。
衆議院議員として東京4区から出馬し続け、1952年から1967年まで当選連続7回。冷戦下の鉄のカーテン、竹のカーテンを民間外交から打ち破らんとする行動は大きな反響を呼び、著書はベストセラーになった。しかし、1969年公認のもつれから社会党を除名され、第32回衆議院議員総選挙に日本社会党党刷新連盟で立候補したものの落選。
1975年秋の叙勲で勲二等旭日重光章受章。
1989年2月3日死去、83歳。死没日をもって正四位に叙される。

## 選挙歴
国政選挙
| 年     | 選挙                    | 選挙区        | 政党                 | 得票    | 得票率 | 順位   | 肩書                                 |
| ------ | ----------------------- | ------------- | -------------------- | ------- | ------ | ------ | ------------------------------------ |
| 1947年 | 第1回参議院議員通常選挙 | 東京都選挙区  | 無所属               | 83,493  | - %    | 当5/25 | 経済安定本部参与、経済復興会議幹事長 |
| 1950年 | 第2回参議院議員通常選挙 | 東京都選挙区  | 緑風会               | 154,976 | - %    | 落5/17 | 日本産業協議会常務理事               |
| 1952年 | 第25回衆議院議員総選挙  | 旧東京都第4区 | 日本社会党（左派）   | 43,568  | - %    | 当2/13 | 自由人権協会常務理事                 |
| 1953年 | 第26回衆議院議員総選挙  | 旧東京都第4区 | 日本社会党（左派）   | 50,535  | - %    | 当3/8  | 著述業                               |
| 1955年 | 第27回衆議院議員総選挙  | 旧東京都第4区 | 日本社会党（左派）   | 77,712  | - %    | 当3/8  | 団体役員                             |
| 1958年 | 第28回衆議院議員総選挙  | 旧東京都第4区 | 日本社会党（左派）   | 86,047  | - %    | 当3/8  | 著述業                               |
| 1960年 | 第29回衆議院議員総選挙  | 旧東京都第4区 | 日本社会党           | 91,908  | - %    | 当1/10 | 著述業                               |
| 1963年 | 第30回衆議院議員総選挙  | 旧東京都第4区 | 日本社会党           | 74,550  | - %    | 当1/18 | 著述業                               |
| 1967年 | 第31回衆議院議員総選挙  | 旧東京都第4区 | 日本社会党           | 66,945  | - %    | 当5/10 | 自由人権協会常任理事                 |
| 1969年 | 第32回衆議院議員総選挙  | 旧東京都第4区 | 日本社会党党刷新連盟 | 39,124  | - %    | 落7/11 | 自由人権協会常任理事                 |

## 主著
- 『上海租界発達史』（白揚社、1940年、共訳)
- 『統制経済の前途と統制会の使命に就いて』（東方問題研究所、1942年）
- 『統制会の理論と実際』（新経済社、1942年）
- 『日本産業復興への道』（新書出版社、1947年）
- 『ソ連・中国紀行』（河出書房、1952年）
- 『見てきた中国』（岩崎書店、1953年）